# Hemimycena epichloe
Hemimycena epichloe (Kühner) Singer – gatunek grzybów z rodziny grzybówkowatych (Mycenaceae).

## Systematyka i nazewnictwo
Pozycja w klasyfikacji według Index Fungorum: Hemimycena, Mycenaceae, Agaricales, Agaricomycetidae, Agaricomycetes, Agaricomycotina, Basidiomycota, Fungi.
Po raz pierwszy takson ten opisał w 1938 r. Robert Kühner, nadając mu nazwę Mycena epichloe. W 1943 r. Rolf Singer przeniósł go do rodzaju Hemimycena. Synonimy naukowe:
- Delicatula epichloe (Kühner) Kühner & Romagn. 1953
- Helotium epichloe (Kühner) Redhead 1982
- Mycena epichloe Kühner 1938[2].

Polską nazwę zaproponował Władysław Wojewoda w 2003 r.

## Morfologia
Kapelusz
Średnica 2–4 mm, kształt wyraźnie pępówkowaty z podwiniętym i falistym brzegiem. Jest higrofaniczny, prążkowany, biały o nagiej powierzchni.
Blaszki
Słabo rozwinięte, żyłkowate, nie sięgające brzegu kapelusza, zbiegające na trzon, białe.
Trzon
Wysokość 8–15 mm, grubość 0,5 mm, bardzo smukły, nitkowaty, półprzezroczysty, delikatnie owłosiony, biały.
Cechy mikroskopowe
Zarodniki 8–11 × 2,7–4 µm, Q = 2,7, cylindryczne, wrzecionowate lub wąsko łezkowate, cienkościenne, szkliste. Podstawki 18–22 × 6–8 μm, 4- zarodnikowe, maczugowate ze sprzążkami u podstawy. W hymenium brak cystyd. Skórka typu cutis, składająca się z promieniście ułożonych, szklistych, cienkościennych, cylindrycznych strzępek o szerokości 4–8 µm. Strzępki z licznymi, cylindrycznymi lub maczugowatymi kołkami strzępkowymi o długości do 10 µm i szerokości 3 µm. Prawdziwych pileocystyd brak. Kaulocystydy 13–60 × 3–6,5 μm, o zmiennym kształcie, cylindryczne, wąsko maczugowate, wygięte, szkliste, cienkościenne. Na strzępkach liczne sprzążki.
Gatunki podobne
Hemimycena epichloe jest łatwa do odróżnienia od podobnych gatunków po niewielkich rozmiarach, pępkowatym kapeluszu i zredukowanych blaszkach.

## Występowanie i siedlisko
Występuje głównie w Europie, poza tym kontynentem podano jego występowanie w jednym miejscu w Ameryce Południowej. Gatunek prawdopodobnie nie jest rzadki, ale przeoczany z powodu małych rozmiarów. Brak go w opracowanym w 2003 r. przez Władysława Wojewodę wykazie wielkoowocnikowych grzybów podstawkowych Polski, ale w późniejszych latach podano jego stanowisko.
Grzyb saprotroficzny występujący na martwych łodygach i liściach traw w wilgotnych miejscach.